# خلدية بنت محمد آل خليفة
خلدية بنت محمد بن خليفة بن سلمان بن عيسى بن علي (الكبير) آل خليفة، شاعرة ومفكرة بحرينية ولدت في مدينة المنامة عاصمة البحرين مركز الثقافة والتنوير والحراك الأدبي في فترة الستينيات من القرن الماضي.

## حياتها

### طفولتها وتعليمها
نشأت د. خلدية آل خليفة في بيئة محافظة تعلمت فيها الأخلاق، وأصول الكلام، والمعاملة الإنسانية الصادقة بين مجموعة نساء تأثرت بهن كثيرًا. أولهن جدتها لأمها، والدتها ومربيتيها عربيات الأصل. لم تتأثر بعادات الغرب بقدر ما تأثرت في نشأتها بأصول العرب الحقيقية والعادات الأصيلة للمجتمع الخليجي.
عشقت د. خلدية آل خليفة القراءة منذ نعومة أظافرها، حيث انتقلت الشاعرة رفقة أسرتها من العاصمة إلى منطقة ريفية شمال البلاد في سن يناهز الثمان سنوات. الأمر الذي أثّر في طفولتها وحرمها من قضاء أوقات كافية مع أصدقاء الطفولة. لكن جمال الريف وهدوؤه كان له تأثير كبير في تكوين شخصيتها من جهة، وفي رؤيتها للحياة والأدب والإبداع الإنساني من جهة أخرى. تطور الحس الأدبي لدى الشاعرة مع مرور الزمن، حيث بدأت في مسك زمام الكتابة أثناء فترة المراهقة من خلال كتابتها لنصوص بالفصحى والعامية. لكنها لم تبدأ بنشر قصائدها إلا في بداية الثمانينيات، من خلال صحيفة الأضواء، جريدة أخبار الخليج ومجلة صدى الأسبوع البحرينية.
تنقلت بين العديد من مدارس البحرين، فمن قلب العاصمة إلى مدارس الريف، ثم عادت بها الأيام لكي تكمل شهادتها الثانوية في العاصمة البحرينية. ثم حصلت على شهادة البكالوريوس من جامعة البحرين لتكمل مسيرتها العلمية في المملكة المتحدة، ليكون مجموع شهاداتها العلمية أربع شهادات معتبرة من أرقى الجامعات.
حصلت د. خلدية على شهادة بكالوريوس في اللغة والأدب الإنجليزي من جامعة البحرين في عام 1988م، ثم دبلوم عالي في إدارة المعلومات والمكتبات من جامعة ستراثكلايد في المملكة المتحدة عام 1992م. وفي عام 1998م، حصلت على درجة الماجستير في ثقافة الإعلام من نفس الجامعة. وفي عام 2013م، حصلت على درجة الدكتوراه في الاتصال السياسي من جامعة بورنموث في المملكة المتحدة.

## مسيرتها المهنية
بدأت د. خلدية آل خليفة في كتابة الشعر مع بداية الثمانينيات، وانتشرت قصائدها من خلال الصحافة البحرينية بدءاً من العام 1986م، ولها الكثير من القصائد المسجلة من خلال البرامج الشعرية المختلفة بإذاعات مملكة البحرين، دولة قطر، دولة الكويت، دولة الإمارات العربية المتحدة والمملكة العربية السعودية.
-شاركت في الكثير من الأمسيات الشعرية داخل وخارج البحرين، وساهمت في دعم جميع الفعاليات الشعرية الوطنية، وكذلك الأمسيات الخيرية ذات الطابع الإنساني،

### الوظائف والمهام
- أستاذ مساعد بقسم الإعلام والسياحة والفنون بكلية الآداب، جامعة البحرين من العام 1996 لهذا اليوم.
- عضو مركز أبحاث الاتصال العام، كلية الإعلام، جامعة بورنموث البريطانية.
- عضو مؤسس لجمعية الشعر الشعبي البحرينية، ومشرفة سابقة للجنة الأعمال والأنشطة للشاعرات بجمعية الشعر الشعبي البحرينية من العام 2001م إلى العام 2004م.
- صاحبة الامتياز، ورئيسة مجلس إدارة شبكة دار الأدباء الثقافية على شبكة الإنترنت – www.alodaba.com
- الرئيسة الفخرية لرابطة المثقفين والمبدعين الدولية، شيكاغو، الولايات المتحدة الأمريكية، 2012م.
- رئيسة سابقة للهيئة الاستشارية العليا لديوان ووكالة أنباء شعراء الأردن / عرار، المملكة الأردنية الهاشمية.
- رئيسة سابقة للجنة العلاقات العامة واللجنة النسائية بجمعية البحرين لطوابع البريد، مملكة البحرين.
- رئيسة الهيئة الاستشارية، وعضو فخري برابطة «شاعرات وطن»، المملكة العربية السعودية، 2013م.
- عضو رابطة شعراء العالم (Poetas Del Mundo) والكائنة في جمهورية تشيلي، 2007م.
- عضو الاتحاد العربي للإعلام الإلكتروني، جمهورية مصر العربية.
- عضو جمعية الثقافة والفنون، الرياض، المملكة العربية السعودية.
- عضو فخري، نقابة السادة الأشراف، المملكة المغربية.

## وفاتها
توفيت في 29 أغسطس 2024 ودفنت في مقبرة الحنينية بالرفاع.

## الإرث
للدكتورة خلدية بنت محمد آل خليفة العديد من الكتابات النقدية للقضايا السياسية عبر الصحافة الوطنية والعربية، والظهور كمحلل سياسي عبر القنوات الفضائية الخليجية، والمشاركة في المؤتمرات وورش العمل والملتقيات العلمية والأدبية في عدد من الجامعات والمؤسسات الخليجية والأجنبية حول قضايا الإعلام (مجال تخصصها العلمي) منها:
- الملتقى الخليجي الثامن لممارسي العلاقات العامة (حوكمة الإعلام)، مملكة البحرين، أبريل 2014م.
- مؤتمر «صورة المرأة في الإعلام العربي»، بتعاونٍ مشترك للمجلس الأعلى للمرأة والسفارة الألمانية وقناة DW TV الألمانية، مملكة البحرين، مايو 2013م.
- ندوة الشعر العماني، سلطنة عمان، 2011م.
- مؤتمرات علمية / جامعة البحرين، مملكة البحرين.
- مؤتمر علمي / جامعة السلطان قابوس، سلطنة عمان.
- ورشة علمية برعاية المنظمة الإسلامية للتربية والعلوم والثقافة (ISISCO)، المملكة المغربية وذلك بسلطنة عمان.
- مؤتمر علمي / جامعة ساوثمبتون، (Southampton University) المملكة المتحدة.
- مؤتمرات علمية وورش عمل، جامعة بورنموث، (Bournemouth University) المملكة المتحدة.
- مؤتمر علمي / ريجينت كولج، (Regent College) المملكة المتحدة.
- نشر لها مجموعة قصائد في ديوان شاعرات من البحرين، جمع وإعداد فواز أحمد سليمان، 1988م، مملكة البحرين.
- لها أكثر من ديوان شعري إلكتروني عبر شبكة الإنترنت.
- لها العديد من اللقاءات الصحفية في الصحف والمجلات الشعرية، وكذلك على شبكة الإنترنت.
- لها مساهمات فكرية من خلال كتابة المقالات السياسية بالصحف البحرينية.

## جوائز
- حائزة على وسام الكفاءة من الملك حمد بن عيسى آل خليفة ملك مملكة البحرين، 2002م.
- حائزة على جائزة كرسي ملكة المملكة المتحدة للمتفوقين حول العالم (Chevening Award Scholarship) عام 1997م.

إضافة لشهادات تقديرية من العديد من الجهات الرسمية والخاصة داخل وخارج مملكة البحرين، منها:
- الديوان الملكي، مملكة البحرين.
- الشيخ زايد بن سلطان آل نهيان، رئيس دولة الإمارات العربية المتحدة.
- ديوان الأمير محمد بن سلمان آل خليفة، مملكة البحرين.
- سفارة الجمهورية اليمنية، مملكة البحرين.
- وزارة التربية والتعليم، مملكة البحرين.
- جمعية الشعر الشعبي، مملكة البحرين.
- نادي الخريجين، مملكة البحرين.
- جمعية رعاية الطفل والأمومة، مملكة البحرين.
- نادي البسيتين الرياضي، مملكة البحرين.
- جمعية الإيمان الخيرية لرعاية مرضى السرطان، مدينة جدة، المملكة العربية السعودية.
- مجلة اليقظة، دولة الكويت.
- المجمع الثقافي، دولة الإمارات العربية المتحدة.
- جامعة السلطان قابوس، سلطنة عمان.
- جمعية الألفة للتنمية والتضامن النسوي، المملكة المغربية.
- المنظمة الإسلامية للتربية والعلوم والثقافة، المملكة المغربية.
- بلدية طانطان، المملكة المغربية.
- اتحاد كتّأب المغرب، فرع مدينة أغادير، المملكة المغربية.
- تلفزيون رواسي، دولة الكويت.
- إذاعة جدة، المملكة العربية السعودية.
- رابطة «شاعرات وطن»، المملكة العربية السعودية.
- المجلس الأعلى للمرأة، مملكة البحرين.
- وزارة الإعلام، دولة الكويت.
- جمعية البحرين للعلاقات العامة.
- تم اختيارها كأفضل شخصية ثقافية في الوطن العربي للعام 2011م، مؤسسة الكلمة نغم، جمهورية مصر العربية.
- فازت بالمركز الثالث لأفضل شاعرة خليجية في الاستفتاء السنوي لشاعرات الخليج الأوائل لعام 2012م.
- فاز موقعها شبكة دار الأدباء الثقافية على المركز الأول لأفضل المواقع الأدبية الخليجية لعام 2014م، ضمن استبيان التميز الأدبي السنوي لعام 2014م – www.alodaba.com

## وصلات خارجية
- معلومات أخرى
- حكام آل خليفة
- صفحة د. خلدية آل خليفة على موقع تويتر